# Helveciagrion vulcanoae
Helveciagrion vulcanoae är en trollsländeart som beskrevs av Machado 1980. Helveciagrion vulcanoae ingår i släktet Helveciagrion och familjen dammflicksländor. Inga underarter finns listade i Catalogue of Life.